# Identifikace vlastní–cizí
Identifikace vlastní–cizí nebo identifikace přítel–nepřítel (anglicky identification friend or foe, zkratkou IFF) je elektronický systém na bázi radiových signálů umožňující identifikaci vojenských nebo civilních objektů. Využívá se zejména ve vojenské sféře k identifikaci letadel, pozemních prostředků nebo lodí. Byl vyvinut v průběhu 2. světové války s rozvojem radaru, kdy bylo zapotřebí rozpoznat příslušnost a polohu mnoha letadel na bojišti.
Skládá se z dotazovače (interrogator) a transpondéru (zařízení odpovídající na signál). Dotazovače mohou být na palubě objektu nebo se může jednat o síť pozemních radarových antén.

Název není přesný, systém dokáže pozitivně identifikovat pouze vlastní „spřátelené“ objekty, které jsou vybavené stejným nebo kompatibilním systémem. Pokud dotazovač dostane chybnou nebo nedostane žádnou odpověď, objekt nemůže být označen jako vlastní, ale zároveň není přesně identifikován jako nepřátelský. 

Pozitivní identifikace proběhne následovně: dotazovač jednoho objektu (např. letadla) zašle kódovaný signál, na který zareaguje transpondér cílového objektu a vyšle odpověď. Zakódovaný signál se musí shodovat podle určitého kryptografického klíče, v tom případě je cílový objekt označen za spřátelený.
V současnosti používané systémy západních zemí jsou např. Mark (Mk) XII, AN/APX-111 a AN/APX-113. Spojené království vyvíjelo kompatibilní systém nazvaný SIFF (Successor Identification Friend or Foe). Firma BAE Systems nabízí kompaktní univerzální systémy IFF pod označením CIT (Combined interrogator/transponder), obsahují dotazovač i transpondér, např. AN/APX-113 CIT nebo AN/APX-125 CIT.

## Galerie

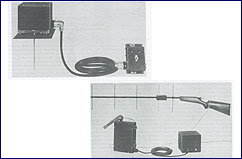
První americký systém IFF, Model XAE (1937)
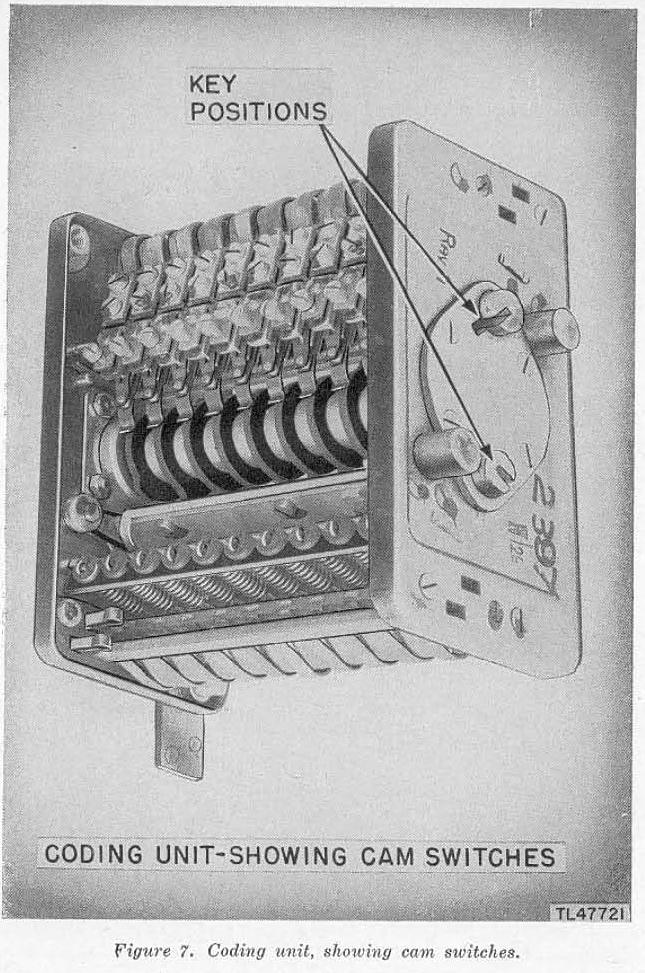
Kódovací jednotka německého systému FuG 25a Erstling z 2. světové války
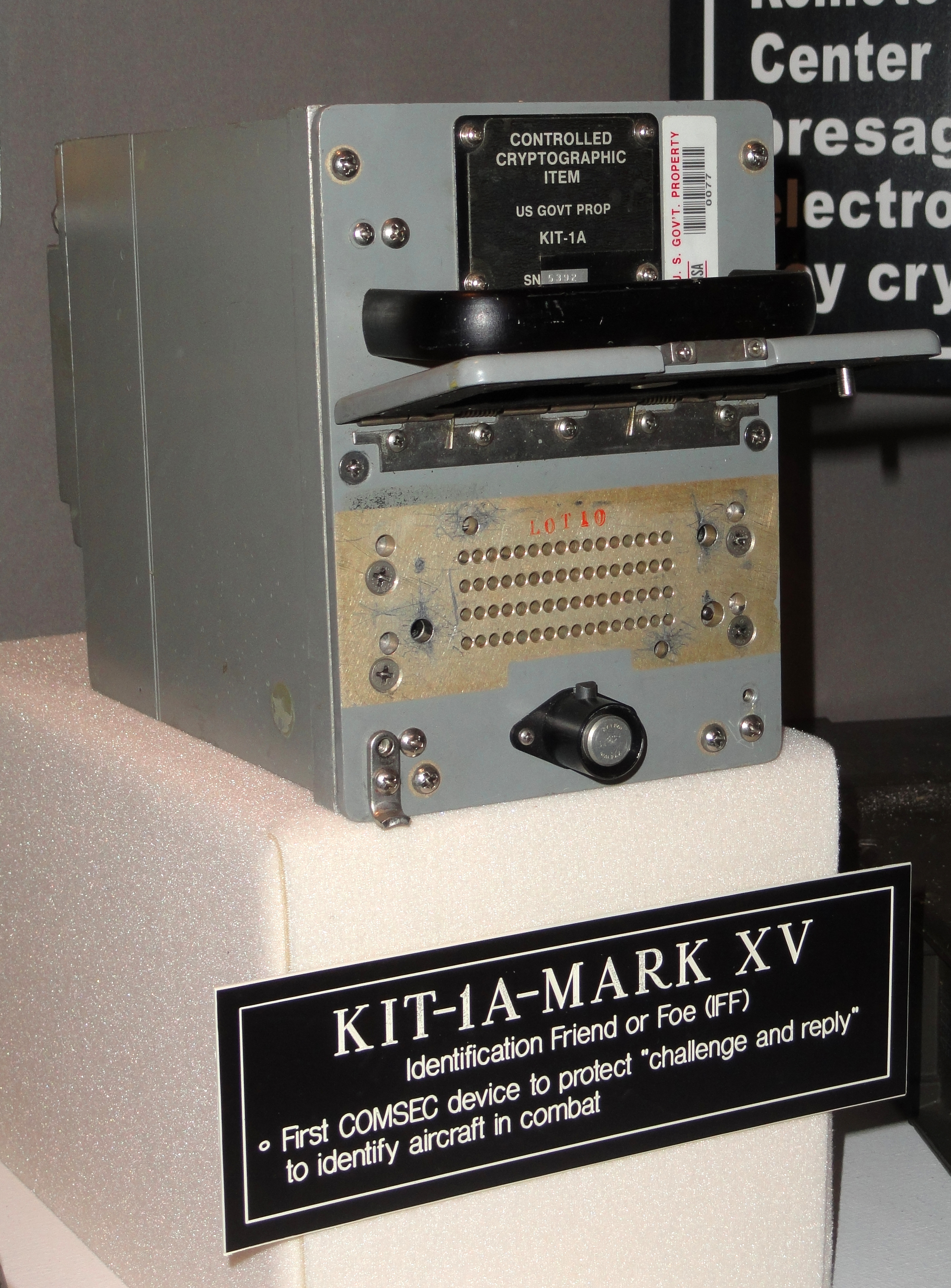
Transpondér KIT-1A-Mark XV